# 射鵰英雄伝EAGLET
『射鵰英雄伝EAGLET』（しゃちょうえいゆうでんイグレット）は、白井三二朗による日本の漫画作品。翻訳協力は金海南。中国の作家・金庸の武俠小説『射鵰英雄伝』を原作としている。講談社『月刊少年シリウス』にて、2009年3月号から2010年12月号まで連載された。タイトルの「鵰」は「鷲」のこと。「EAGLET」は英語で「鷲の子供」を意味する。
物語の舞台は、13世紀の中国大陸。南宋が北方の金国との対立で疲弊している時代。義俠の心を持つ少年、郭靖と黄蓉が江湖で冒険を繰り広げる。金庸の『射鵰英雄伝』を原作としてはいるものの、かなりの改変が入っている。たとえば、原作において物語は郭靖の父親の世代から始まるが、本作ではその部分はカットされている。また、郭靖が内功を習得するのはモンゴルでなく中原になっているなど。

## 登場人物
郭靖（かくせい）
物語の主人公。自分が生まれる前の記憶を持っており、まだ母の胎内にいたころ、父が金の手先となった官軍に殺される場面を覚えている。
性格は朴訥で愚鈍。義俠心に厚く、自分より強いものに立ち向かう勇気も持っている。物語開始の時点で武術の腕前は凡庸以下で、道場への入門を拒否されるほどであったが、1話目で黄蓉から内功を教わり、洪七公から「降龍十八掌」を教わった。そのため、黄蓉と協力してだが、金軍から集落を守ったり、黒風双殺を撃退するなどの活躍を示すようになった。
黄蓉（こうよう）
謎の少女。性格は計算高いところがあり、関西弁で会話する。
頭の回転が早く、かなりの知恵者。また武術の腕もかなりのもので、「弾指神通」の秘儀を習得している。郭靖に内功を指導した。
完顔康（わんやんこう）
郭靖と同じく、生まれる前の記憶を持つ少年。悪ぶってはいるが、根は優しい。「九陰白骨爪」の秘儀を習得している。のち、郭靖の宿敵となる。
洪七公（こうしちこう）
郭靖が監獄で出会った老人の武芸者。郭靖の義俠心に感服し、「降龍十八掌」の1つ、「亢龍有悔」を授けた。
黒風双殺（こくふうそうさつ）
女性の武芸者。容姿は姫カットの美女であるが、性格は冷酷で、究極の武功を極めるためなら人殺しを厭わない。かなりの才能もあるようで、郭靖の使う「亢龍有悔」を数回見ただけで「亢龍有悔」の技を習得して見せた。

## 書誌情報
講談社シリウスKCより刊行。
1. 2009年7月23日発売[1] ISBN 978-4-06-373182-8
2. 2009年10月23日発売[1] ISBN 978-4-06-373192-7
3. 2010年3月23日発売[1] ISBN 978-4-06-376214-3
4. 2010年8月9日発売[1] ISBN 978-4-06-376230-3
5. 2010年12月9日発売[1] ISBN 978-4-06-376246-4